# Arroyo Tacuarembó Chico
Der Arroyo Tacuarembó Chico ist ein Fluss in Uruguay.
Der Arroyo Tacuarembó Chico verläuft auf dem Gebiet des Departamentos Tacuarembó. Er mündet schließlich rechtsseitig in den Río Tacuarembó und ist auf dieser Flussseite dessen bedeutendster Zufluss. Zu den Nebenflüssen des Arroyo Tacuarembó Chico zählen linker Hand der Arroyo Sanguinet, der Arroyo Valdez, der Cañada de la Gruta del Cuervo, der Arroyo Molles sowie der Arroyo Tres Cruces. Rechtsseitig wird er von den Flüssen Arroyito de Vicente Illa, Arroyo Viñas, Arroyo Sauce, Arroyo Luján, Arroyo Ataque, Arroyo Quiebra-Yugos, Arroyo Sauce de Zapará, Arroyo Moja-Huevos, Arroyo Matutina, Cañada del los Alemanes (oder Cañada de las Conchillas), Cañada del Molino, Arroyo Sandú, Arroyo Tranqueras, Arroyo Batoví und Arroyo Veras gespeist.